# 回民街道
回民街道，是中华人民共和国内蒙古自治区包头市东河区下辖的一个乡镇级行政单位。

## 行政区划
回民街道下辖以下地区：
黄土渠社区、大仙庙社区、瓦窑沟社区、富圣明社区、园子巷社区和三官庙社区。